# Martirano
Martirano (en calabrès Marturànu) és un municipi italià, situat a la regió de Calàbria i a la província de Catanzaro. L'any 2023 tenia 840 habitants. Des del 1907 també es coneix com a Martirano Antico per distingir-lo de Martirano Lombardo.

## Demografia
| 1r gener 2017 | 1r gener 2018 | 1r gener 2023 |
| 884           | 880           | 840           |

## Administració
| Dates mandat | Nom de l'alcalde/ssa | Causa finalització |
| ------------ | -------------------- | ------------------ |